# Sphaerocoryne diospyrifolia
Sphaerocoryne diospyrifolia är en kirimojaväxtart som först beskrevs av Achille Eugène Finet och François Gagnepain, och fick sitt nu gällande namn av William Grant Craib. Sphaerocoryne diospyrifolia ingår i släktet Sphaerocoryne och familjen kirimojaväxter. Inga underarter finns listade i Catalogue of Life.